# Zachary John Quinto
Zachary John Quinto (2 de juny de 1977, Pittsburgh, Pennsilvània) és un actor estatunidenc. Els seus rols més famosos són com a Adam Kaufman a 24, Sylar a Herois i Spock a Star Trek.

## Biografia
Quinto, l'ascendència del qual és meitat italiana i meitat irlandesa per part dels seus pares, va néixer a Pittsburgh, però va créixer en Green Tree, Pennsilvània. Va aconseguir el grau de Batxiller (Preparatòria) en la Central Catholic High School el 1995. Més tard va anar a la Universitat Carnegie Mellon, on es va graduar el 1999.
La seva primera aparició en televisió va ser en una sèrie de curta existència anomenada The Others. Després del seu debut ha participat amb papers secundaris a diversos programes, incloent CSI, Touched By An Angel, Charmed, Six Feet Under, Lizzie McGuire, i L.A. Dragnet. El 2004, va tenir un rol en el thriller 24, com Adam Kaufman.
En la sèrie "So noTORIous" era l'efeminat confident americano-iranià de Tori Spelling. El programa va durar només una temporada a causa de la baixa audiència. Amb Loni Anderson i Joe Manganiello.
El 2006, va interpretar a l'insegur i perillós assassí en sèrie Gabriel "Sylar" Gray, en la sèrie Herois de la NBC. Per aquest personatge va conèixer la fama internacional.
El 26 de juliol de 2007 es va anunciar oficialment, en la Convenció Internacional de Còmics de San Diego de 2007, que ell interpretaria al jove Spock en l'onzena pel·lícula de Star Trek. El 2011 va protagonitzar el thriller Margin Call, la comèdia dramàtica de fantasia Girl Walks Into a Bar i la comèdia romàntica What's Your Number?. El 2012, en la pel·lícula Dog Eat Dog fa de si mateix en una història sobre l'adopció de gossos, amb campanya inclosa per recaptar fons.
També va intervenir en alguns episodis de la sèrie American Horror Story (2011), protagonitzant la segona temporada (2012-2013).
Al maig de 2012 va acabar el rodatge de la seqüela de Star Trek protagonitzada per ell. Un any més tard debutava sobre els escenaris de Broadway en l'obra El zoo de cristall, de Tennessee Williams.

## Vida privada
Zachary Quinto és un notable defensor dels drets LGBT. Ha participat en projectes com It Gets Better, i es va declarar públicament gai en el seu blog, l'octubre del 2011. Va explicar en l'entrevista amb el New York Magazine i després en el seu blog que, després del suïcidi de l'adolescent Jamey Rodemeyer, assetjat per la seva orientació sexual, i després de la recent aprovació del matrimoni entre persones del mateix sexe a Nova York, es va adonar de com viure una vida autèntica, que li permetrà ser una veu per a la igualtat. El 13 de setembre de 2012, Zachary va confirmar que estava mantenint una relació amb l'actor de Glee, Jonathan Groff. Aquesta relació va acabar el juliol de 2013.

## Filmografia

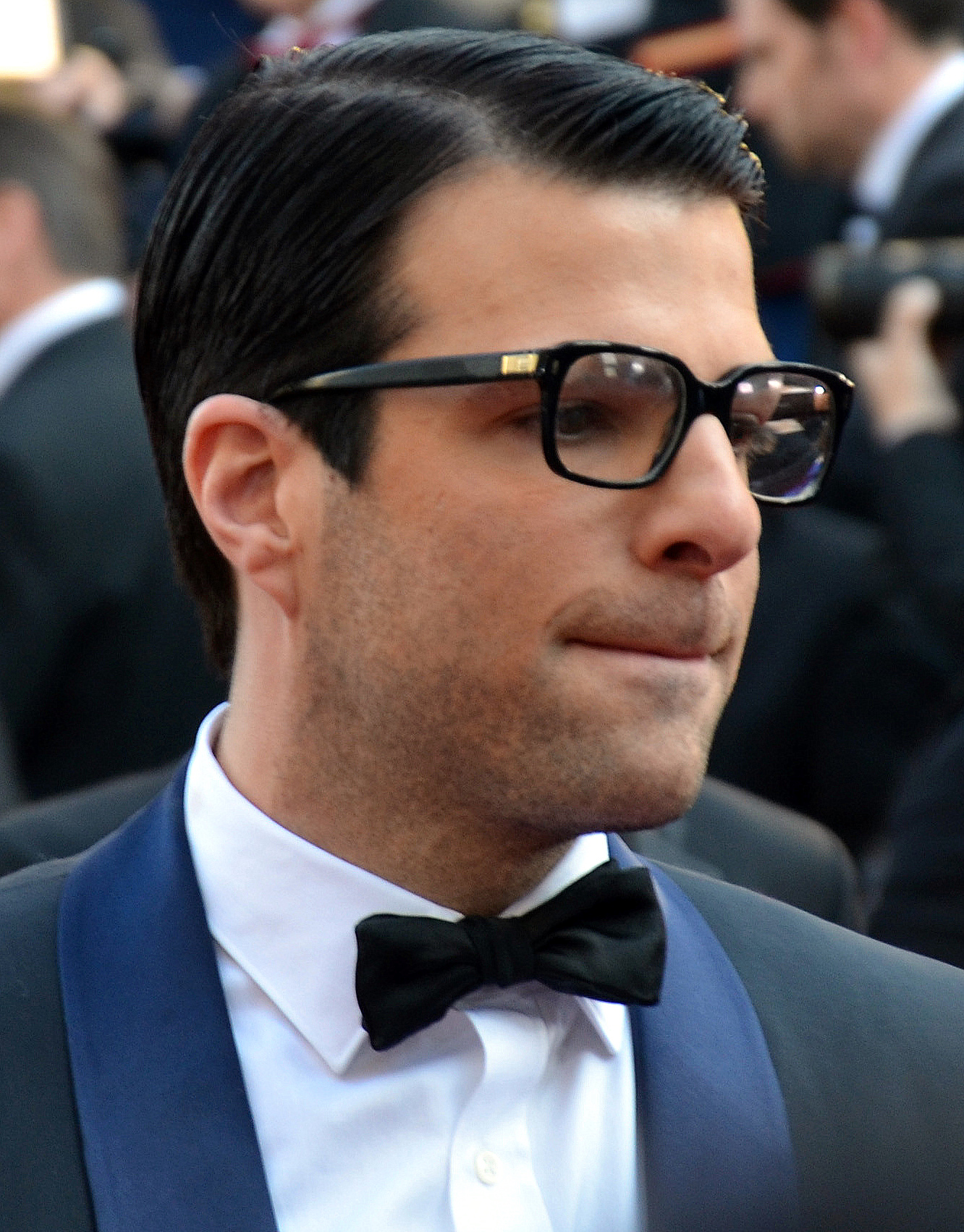
Cinquè en els Premis Oscar de 2011, Red Carpet 2012.

### Pel·lícules
| Any  | Títol                     | Paper           | Notes           |
| ---- | ------------------------- | --------------- | --------------- |
| 2009 | Star Trek                 | Spock           |                 |
| 2011 | Margin Call               | Peter Sullivan  | També productor |
| 2011 | Girl Walks into a Bar     | Nicolas "Nick"  |                 |
| 2011 | What's Your Number?       | Rick            |                 |
| 2013 | Star Trek Into Darkness   | Spock           |                 |
| 2014 | We'll Never Have Paris    | Jameson         |                 |
| 2015 | I Am Michael              | Bennett         |                 |
| 2015 | Hitman: Agent 47          | John Smith      |                 |
| 2016 | Tallulah                  | Andreas         |                 |
| 2016 | Star Trek Beyond          | Spock           |                 |
| 2016 | Snowden                   | Glenn Greenwald |                 |
| 2016 | Passage to Mars           | Pascal Lee      | Veu             |
| 2017 | Aardvark                  | Josh Norman     | També productor |
| 2017 | Who We Are Now            | Peter           |                 |
| 2018 | Hotel Artemis             | Crosby          |                 |
| 2019 | High Flying Bird          | David Starr     |                 |
| 2020 | Superman: Man of Tomorrow | Lex Luthor      | Veu             |
| 2020 | The Boys in the Band      | Harold          | Post-production |

### Television
| Any       | Títol                               | Paper                              | Notes                                     |
| --------- | ----------------------------------- | ---------------------------------- | ----------------------------------------- |
| 2000      | The Others                          | Tony                               | Episodi: "Unnamed"                        |
| 2001      | Touched by an Angel                 | Mike                               | Episodi: "When Sunny Gets Blue"           |
| 2002      | CSI: Crime Scene Investigation      | Mitchell Sullivan                  | Episodi: "Anatomy of a Lye"               |
| 2002      | Off Centre                          | Smudge                             | Episodi: "Diddler on the Roof"            |
| 2002      | Lizzie McGuire                      | Director                           | Episodi: "Party Over Here"                |
| 2002      | Haunted                             | Paul Kingsley                      | Episodi: "Grievous Angels"                |
| 2002      | The Agency                          | Jay Lambert                        | Episodi: "Air Lex"                        |
| 2003      | Six Feet Under                      | Estudiant                          | Episodi: "The Eye Inside"                 |
| 2003      | Charmed                             | Warlock                            | Episodi: "Cat House"                      |
| 2003      | Miracles                            | Messenger                          | Episodi: "Battle at Shadow Ridge"         |
| 2003–2004 | 24                                  | Adam Kaufman                       | 23 episodis                               |
| 2004      | Dragnet                             | Howard Simms                       | Episodi: "Frame of Mind"                  |
| 2004      | Hawaii                              | Loomis                             | Episodi: "No Man Is an Island"            |
| 2004      | Joan of Arcadia                     | Productor de cinema pretensiós     | Episodi: "P.O.V."                         |
| 2005      | Blind Justice                       | Scott Collins                      | Episodi: "In Your Face"                   |
| 2006      | Crossing Jordan                     | Leo Fulton, Jr.                    | Episodi: "Code of Ethics"                 |
| 2006      | Twins                               | Jason                              | Episodi: "When I Move, You Move"          |
| 2006      | So Notorious                        | Sasan                              | 10 episodis                               |
| 2006–2010 | Herois                              | Sylar                              | 60 episodis                               |
| 2008      | Robot Chicken                       | Archimedes Q. Porter / Sylar (veu) | Episodi: "Bionic Cow"                     |
| 2011      | American Horror Story: Murder House | Chad Warwick                       | 4 episodis                                |
| 2012–2013 | American Horror Story: Asylum       | Oliver Thredson                    | 12 episodis                               |
| 2014      | The Chair                           | Ell mateix                         | 10 episodis                               |
| 2015      | The Slap                            | Harry Apostolou                    | 7 episodis                                |
| 2015      | Girls                               | Ace                                | 2 episodis                                |
| 2015      | Hannibal                            | Neal Frank                         | 2 episodis                                |
| 2016      | Lip Sync Battle                     | Ell mateix                         | Episodi: "Zoe Saldana vs. Zachary Quinto" |
| 2018      | In Search of...                     | Ell mateix                         | 10 episodis                               |
| 2019      | Unbreakable Kimmy Schmidt           | Eli Rubin                          | 2 episodis                                |
| 2019      | Big Mouth                           | Aiden (veu)                        | 4 episodis                                |
| 2019      | NOVA                                | Narrador                           | Episodi: "The Planets: Saturn"            |
| 2019–2020 | NOS4A2                              | Charlie Manx                       | 20 episodis                               |
| 2020      | Little America                      | Professor                          | Episodi: "The Silence"                    |